# Янковский, Владимир Ростиславович
Влади́мир Ростисла́вович Янко́вский (бел. Уладзімір Расціслававіч Янкоўскі; род. 17 июня 1960 года, Минск, БССР, СССР) — советский и белорусский актёр, режиссёр и продюсер.

## Биография
Владимир Янковский родился 17 июня 1960 года в Минске. Янковский — один из представителей знаменитой актёрской династии. Его отец — Ростислав Иванович — народный артист СССР. Дядя — Олег Иванович — кумир миллионов зрителей. Родной брат Игорь — известный актёр, сменивший со временем кинематограф на бизнес. Двоюродный брат — Филипп — успешный кинорежиссёр и актёр.
С мамой Владимира — Ниной Чеишвили — Ростислав Янковский познакомился 19-летним парнем. Их сблизила любовь к спорту. Девушка занималась бегом, он — боксом. Встретились на соревнованиях по лёгкой атлетике в Сталинобаде и прожили вместе более шестидесяти лет. В браке у них родились двое сыновей с разницей в 9 лет. Игорь и Владимир. Владимир появился на свет, когда семья уже переехала из Таджикистана в Минск. В юношестве Владимир увлекался рисованием: в 1972—1977 годах учился в художественной школе на отделении станковой графики.

## Театр
В 1978 году Владимир Янковский поступил в Белорусский Государственный Театрально-Художественный институт на актёрское отделение. По окончании работал художником-мультипликатором Киностудии «Беларусьфильм». Потом восемь лет — актёром Русского Драматического театра им. Горького.

## Режиссёр

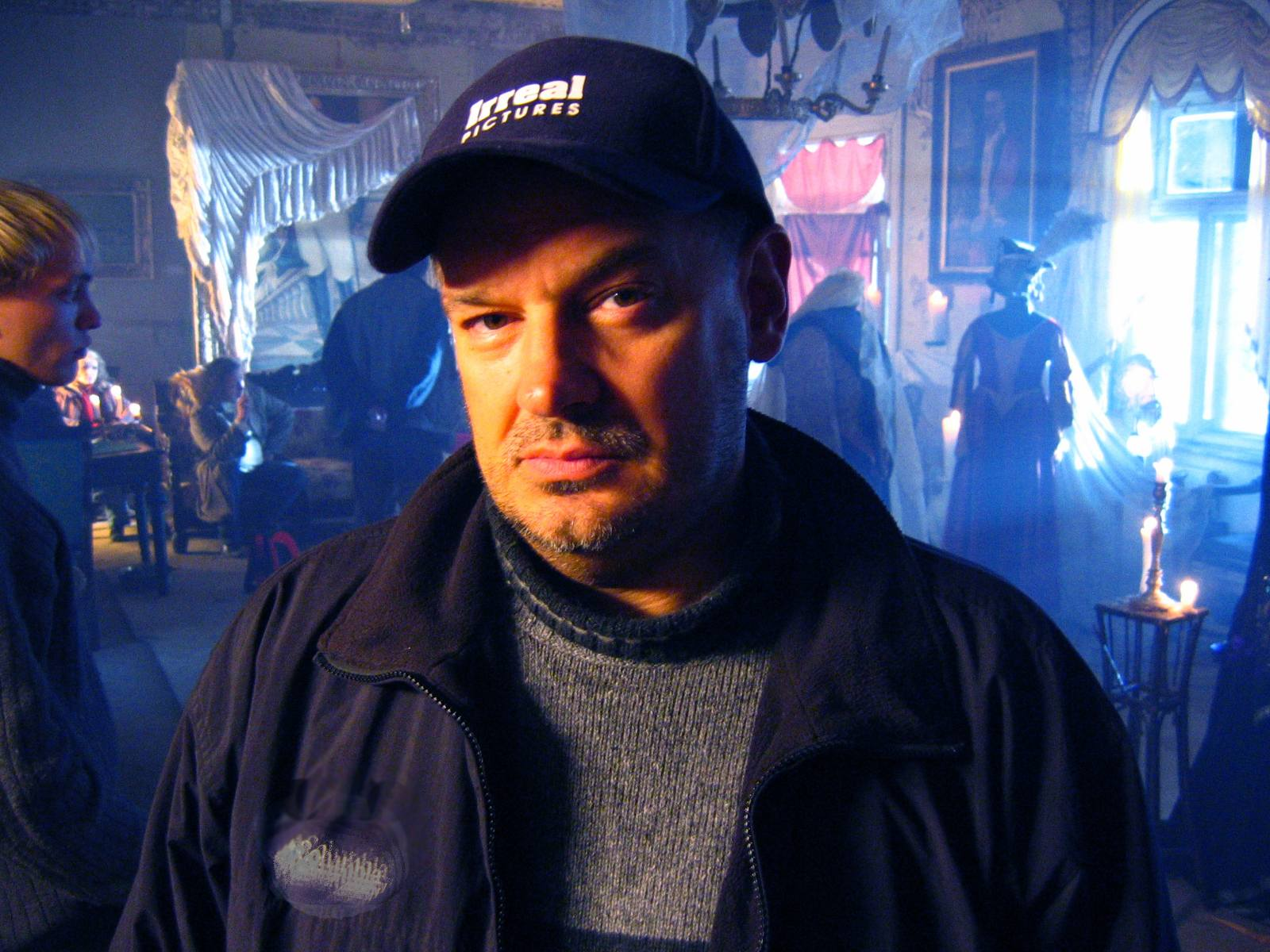
Владимир Янковский на съёмочной площадке

В 1992 году создал кинокомпанию Irreal Pictures и стал, пожалуй, самым известным белорусским и российским клипмейкером. Он снял более 700 рекламных роликов и видеоклипов и более 50 игровых сюжетов для ТСЖ «Фитиль». Самые известные работы — клипы «Шизофрения» для немецкой группы «Mind Odyssey»; «Down» для немецкой группы «Rage»; «Как упоительны в России вечера» и «Моя любовь — воздушный шар» для «Белого орла», «Я здесь» для «Кипелов».
В 1999 году попробовал себя в качестве режиссёра телевизионных фильмов «Директория смерти» (новелла 8 «Попугай» и новелла 12 «Зеркальце»). В 2007 году снял двухсерийный телевизионный фильм «Идеальная жена». Потом вернулся к рекламе и музыкальным клипам, сотрудничал с киножурналом «Фитиль» и снял для него около 50 сюжетов. С 2010 года снимает телевизионные фильмы и сериалы как режиссёр, снимается как актёр. В 2019 году приступил к съёмкам полнометражного фильма «Купала» по заказу Министерства культуры Беларуси. Премьера состоялась на международном фестивале «Московская премьера» в 2020 году. Фильм получил специальный приз жюри «Событие кинематографического года». В 2022 году закончил работу над полнометражным фильмом в жанре триллер «Слежка», премьера ожидается в 2023 году.

## Фильмография

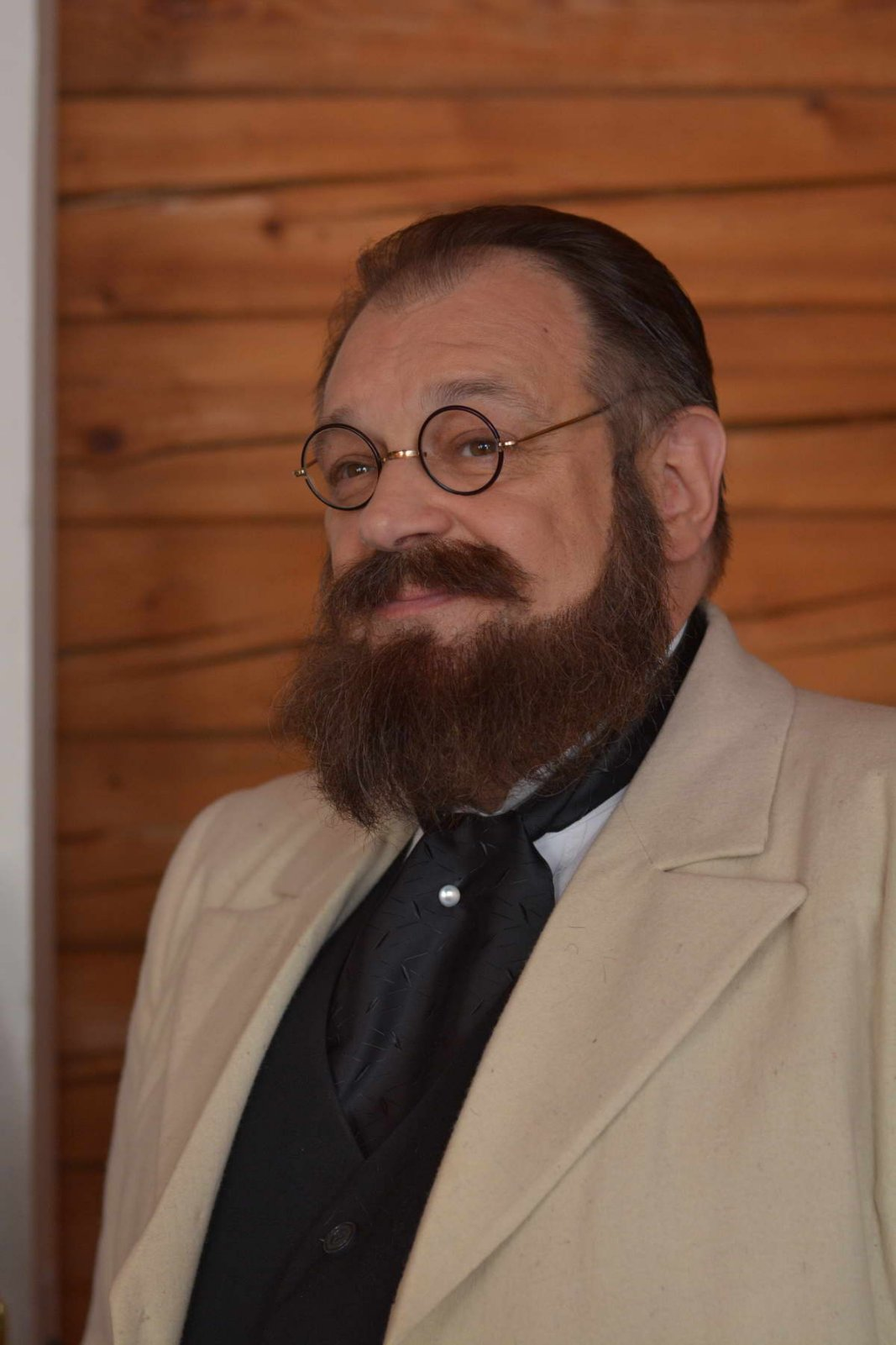
В роли Б. И. Эпимаха-Шипило. Фильм «Купала»

### Режиссёр[7][8][9]
- 2023 — «Уровень угрозы» (сериал), (в производстве), 8 серий, РЕН ТВ
- 2023 — «Чёрный пёс-4» (сериал), (в производстве), 4 серии, НТВ
- 2023 — «Слежка» (полнометражный фильм), (в производстве)
- 2022 — «Чёрный пёс-3» (сериал), 4 серии, НТВ
- 2022 — «Некрасивая подружка. Страшная, страшная сказка» (сериал), 2 серии, ТВЦ
- 2022 — «Некрасивая подружка. Сердце зверя» (сериал), 2 серии, ТВЦ
- 2021 — «Чёрный пёс-2» (сериал), 4 серии, НТВ
- 2021 — «Некрасивая подружка. Шоколадное убийство» (сериал), 2 серии, ТВЦ
- 2021 — «Некрасивая подружка. Тайна Белоснежки» (сериал), 2 серии, ТВЦ
- 2021 — «Некрасивая подружка. Любовный квадрат» (сериал), 2 серии, ТВЦ
- 2021 — «Некрасивая подружка. Эффект бабочки» (сериал), 2 серии, ТВЦ
- 2021 — "Исправленному верить. Паутина (сериал), 4 серии, ТВЦ
- 2020 — «Некрасивая подружка. Чёрный кот» (сериал), 2 серии, ТВЦ
- 2020 — «Некрасивая подружка. Дело о четырёх блондинках» (сериал), 2 серии, ТВЦ
- 2019 — «Некрасивая подружка» (сериал), 4 серии, ТВЦ
- 2019 — «Маруся 2. Трудные взрослые» (сериал), 2 серии, ТВЦ
- 2019 — «Любовь и немножко пломбира» (сериал), 2 серии, ТВЦ
- 2019 — «Купала» (полнометражный фильм + телевизионная версия), Национальный проект по заказу Министерства Культуры Республики Беларусь[10]
- 2018 — «Чёрный пес» (сериал), 4 серии, НТВ
- 2018 — «Маруся» (сериал), 2 серии, ТВЦ
- 2018 — «Колдовское озеро» (сериал), 2 серии, ТВЦ
- 2018 — «Исправленному верить» (сериал), 4 серии, ТВЦ
- 2016 — «Нераскрытый талант» (сериал), 4 серии, ТВЦ
- 2016 — «Гражданин Никто» (сериал), 20 серий, ТРК Украина
- 2016 — «Вселенский заговор» (сериал), 2 серии, телеканал ТВЦ
- 2016 — «Вечное свидание» (сериал), 2 серии, телеканал ТВЦ
- 2015 — «Час сыча» (сериал), 4 серии, телеканал НТВ
- 2015 — «Фамильные ценности» (сериал), 60 серий, телеканал Домашний, Россия
- 2014 — «Марш бросок. Охота на охотника» (сериал), 4 серии, телеканал Россия
- 2013 — «Холостяк» (сериал), 4 серии, по заказу канала Интер, Украина
- 2013 — «Марш бросок. Особые обстоятельства» (сериал), 4 серии, телеканал Россия
- 2012 — "Отдел «С.С.С.Р» (сериал), 8 серий, по заказу телеканала Россия
- 2010 — «Месть» (сериал), 16 серий, по заказу НТВ
- 2007 — «Идеальная жена» (сериал), 2 серии, по заказу «Стар Медиа», Nonstop MEDIA

### Роли в кино[11]
- 2023 — «Слежка» — начальник полиции Могилан
- 2019 — «Любовь и немножко пломбира» — бизнес-партнёр Алексея
- 2019 — «Купала» — Б. И. Эпимах-Шипило
- 2018 — «Чёрный пес» — отец Марины
- 2016 — «Нераскрытый талант» — Назар Петрович, начальник ГУВД
- 2016 — «Гражданин Никто» — Александр Иосифович Фарбер, бизнесмен
- 2015 — «Фамильные ценности» — Ставицкий
- 2015 — «Неподкупный» — Роман Иванович, режиссёр театра
- 2013 — «Холостяк» — Левин, правая рука Бурого
- 2013 — «Спасти или уничтожить» — немецкий полковник
- 2013 — «Марш-бросок: Особые обстоятельства» — подполковник Усольцев
- 2013 — «Доктор Смерть» — полковник Олег Граев, начальник Кошубы
- 2012 — "Отдел «С.С.С.Р» — Виктор Николаевич Усачёв, директор рынка
- 2012 — «Обратная сторона Луны» — доктор
- 2011 — «Поцелуй Сократа» — «Плачущий ангел Шагала | Фильм № 5» — Андрей Семирский, композитор
- 2010 — «Месть» — Эдуард Хорошилов, вице-губернатор
- 2009 — «Сёмин» — «Торговцы жизнью» | Фильм № 1 — Николай Фёдорович Рязанцев
- 2008 — «В июне 41-го» — Вурф, главная роль
- 2007 — «Майор Ветров» — Парамонов
- 1994 — «Цветы провинции» — эпизод
- 1993-1997 — «Дела Лоховского» — эпизод «Привет от тёзки»
- 1993 — «О ней, но без неё»
- 1992 — «Слава Богу, не в Америке…» — Комов
- 1992 — «Полёт ночной бабочки» — официант
- 1982 — «Полигон» — Юрий Внуков, рядовой

## Призы и награды
- 2022 — Лучший остросюжетный фильм года по версии кинопортала «Profi-Cinema» на международном кинофестивале остросюжетного кино и хоррор фильмов «КАПЛЯ» за фильм «Слежка»
- 2022 — Лучший фильм года по версии «Триколор ТВ» и телеканала Остросюжетное на международном кинофестивале остросюжетного кино и хоррор фильмов «КАПЛЯ» за фильм «Слежка»
- 2022 — «Главный прорыв года» на международном кинофестивале остросюжетного кино и хоррор фильмов «КАПЛЯ» за фильм «Слежка»
- 2022 — Отмечен жюри в категории «Awards of excellence. Special mention» на фестивале Accolade Global Film Competition (США) за фильм «Слежка»
- 2020 — Специальный приз жюри «Событие кинематографического года» на международном фестивале «Московская премьера» за фильм «Купала»
- 2007 — Премия ТРО Союзного государства за серию социальных роликов
- 2006 — «Рок-корона» за лучший музыкальный клип года
- 2006 — Премия за лучшую режиссуру роликов для Министерства Обороны России на Фестивале рекламы в Риме
- 2005 — Приз «Quality Crown» в категории «Diamond» на XVII Международной Конференции по Качеству — Лондон, Великобритания
- 2005 — «Платиновая арка» на ХХII Международной Конференции по Качеству — Франкфурт, Германия
- 2004 — «Золотая звезда» на ХХI Международной Конференции по Качеству — Париж, Франция

## Личная жизнь
Владимир довольно долго оставался холостяком. По-настоящему он влюбился только в 42 года. С Ольгой, которая моложе его больше чем на двадцать лет, познакомился на съёмочной площадке. В 2007 году у них родился сын Иван. В 2011 году пара официально зарегистрировала свои отношения.